# Овезов, Юсуп
Юсуп Овезов — советский хозяйственный, государственный и политический деятель.

## Биография
Родился в ауле Ходтилык Дарганатинского района Ташаузской области. Член КПСС.
С 1929 года — на хозяйственной, общественной и политической работе. В 1929—1946 гг. — комсомольский и партийный работник в Туркменской ССР, заведующий отделом агитации и пропаганды, первый секретарь ЦК ЛКСМ Туркмении, второй секретарь Ашхабадского обкома КП(б) Туркменистана, первый секретарь Ашхабадского областного комитета КП(б) Туркменистана, председатель Верховного Совета Туркменской ССР, аспирант Академии общественных наук при ЦК ВКП(б), председатель Ашхабадского горисполкома, заведующий кафедрой экономики Республиканской  партийной школы при ЦК КП Туркменистана, научный сотрудник Института экономики АН Туркменской ССР.
Избирался депутатом Верховного Совета Туркменской ССР 2-4-го созывов.
Умер после 1991 года в Ашхабаде.